# Ronald Osvaldo Cerritos Flores
Ronald Osvaldo Cerritos Flores (3 de gener, 1975 a San Salvador, El Salvador) és un exfutbolista salvadorenc.
Cerritos jugà la major part de la seva trajectòria als Estats Units, principalment a clubs de la MLS, on arribà el 21 de març, 1997 als San Jose Clash. També defensà els colors de clubs com Dallas Burn, D.C. United, San Jose Earthquakes o Houston Dynamo, tots els de la lliga estatunidenca.
També ha estat internacional amb la selecció de futbol del Salvador.